# Aimée-Hilda
L'Aimée-Hilda est un ancien bateau de la Société nationale de sauvetage en mer (SNSM) en France. Ce canot de sauvetage, insubmersible et autoredressable  navigue désormais sous l'égide de l'Association pour la conservation et la sauvegarde du canot de sauvetage de Ploumanac'h Aimée-Hilda de Perros-Guirec.
Il est labellisé BIP (Bateau d'intérêt patrimonial) depuis 2015 par l'Association patrimoine maritime et fluvial.

## Histoire
En août 1944, l'armée allemande détruit l'abri et son canot de sauvetage dans l'anse de Pors Kamor. En août 1948 une vive émotion en l'absence de tout moyen de secours face au naufrage de la Petite Annie provoque un élan de générosité pour remettre un canot de sauvetage en service.
Grâce aux dons de Madame Aimée Fournier et Mademoiselle Hilda Gelis Didot la construction de ce nouveau canot est réalisé au chantier Jouët de Sartrouville en 1949 . Elles en deviennent la marraine et leurs prénoms servent à le baptiser Aimée-Hilda.
La cale de Pors Kamor sera réparée et un nouvel abri est reconstruit avec son chariot et un treuil électrique.

## Service
Le canot de sauvetage servira de 1950 à 1975 à la Station de sauvetage de la Société Centrale de Sauvetage (SCS) de Ploumanac'h, qui devint la Société nationale de sauvetage en mer (SNSM) en 1967 .
Mis hors service du sauvetage en 1975, il continue à servir comme navire de servitude dans le port à flot de Perros-Guirec.
En 1995, l'association pour la conservation, la sauvegarde, la gestion et l'exploitation du canot de sauvetage de Ploumanac'h Aimée-Hilda est créée . Après deux ans de restauration, il est remis à l'eau en 1997 et est armé pour la navigation de 5e catégorie.
Seul canot de sauvetage de ce modèle encore à flot, il participe à de nombreuses manifestations maritimes. Il était présent aux Tonnerres de Brest de 2012.

## Galerie

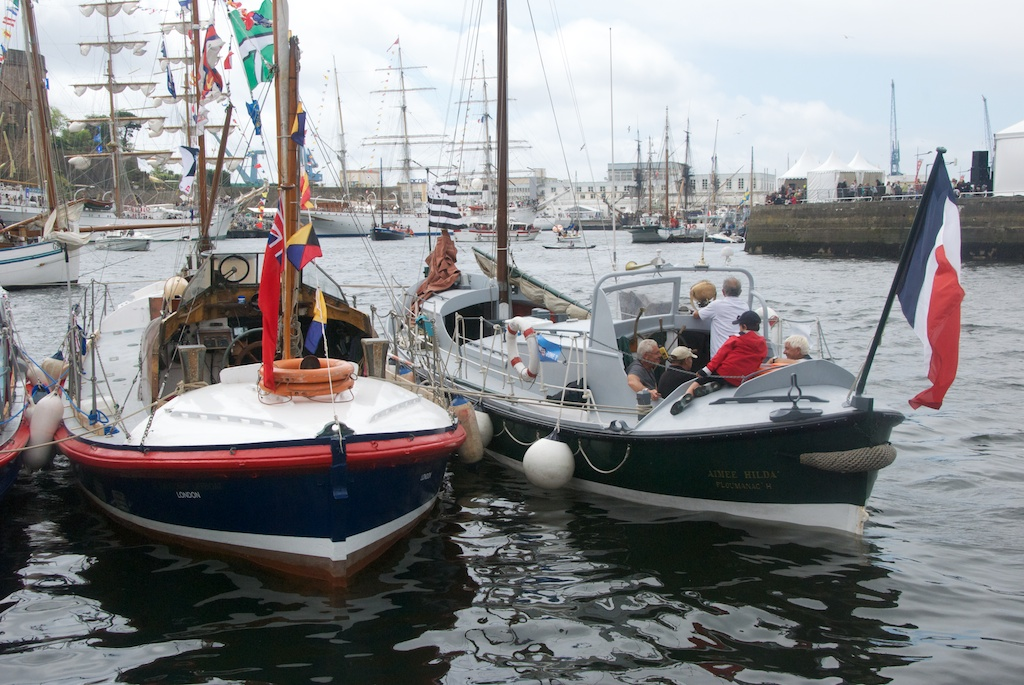
Tonnerres de Brest 2012 (avec le Britannique City of Bradford III
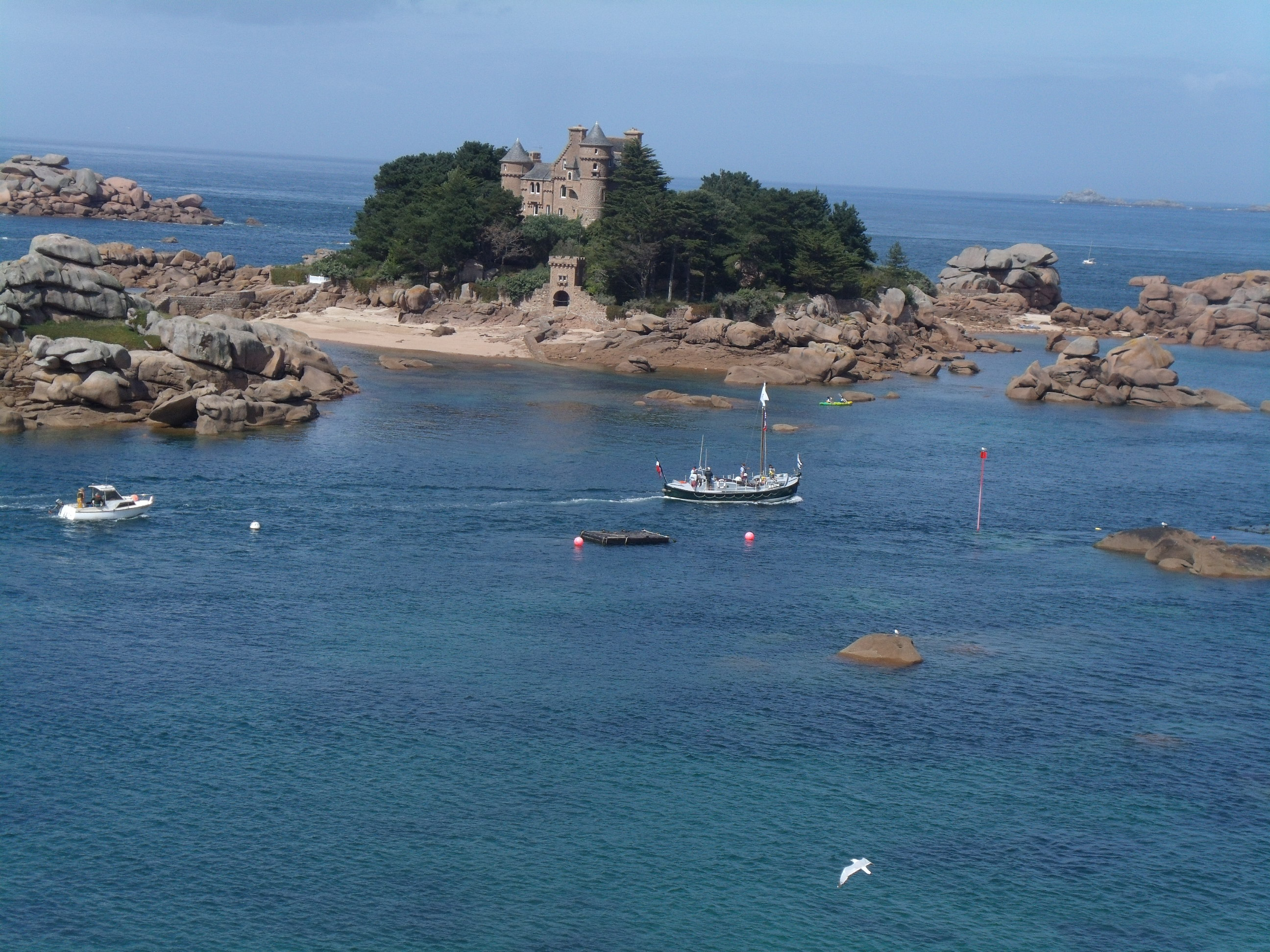
Anse Saint-Guirec (devant le château de Costaérès)
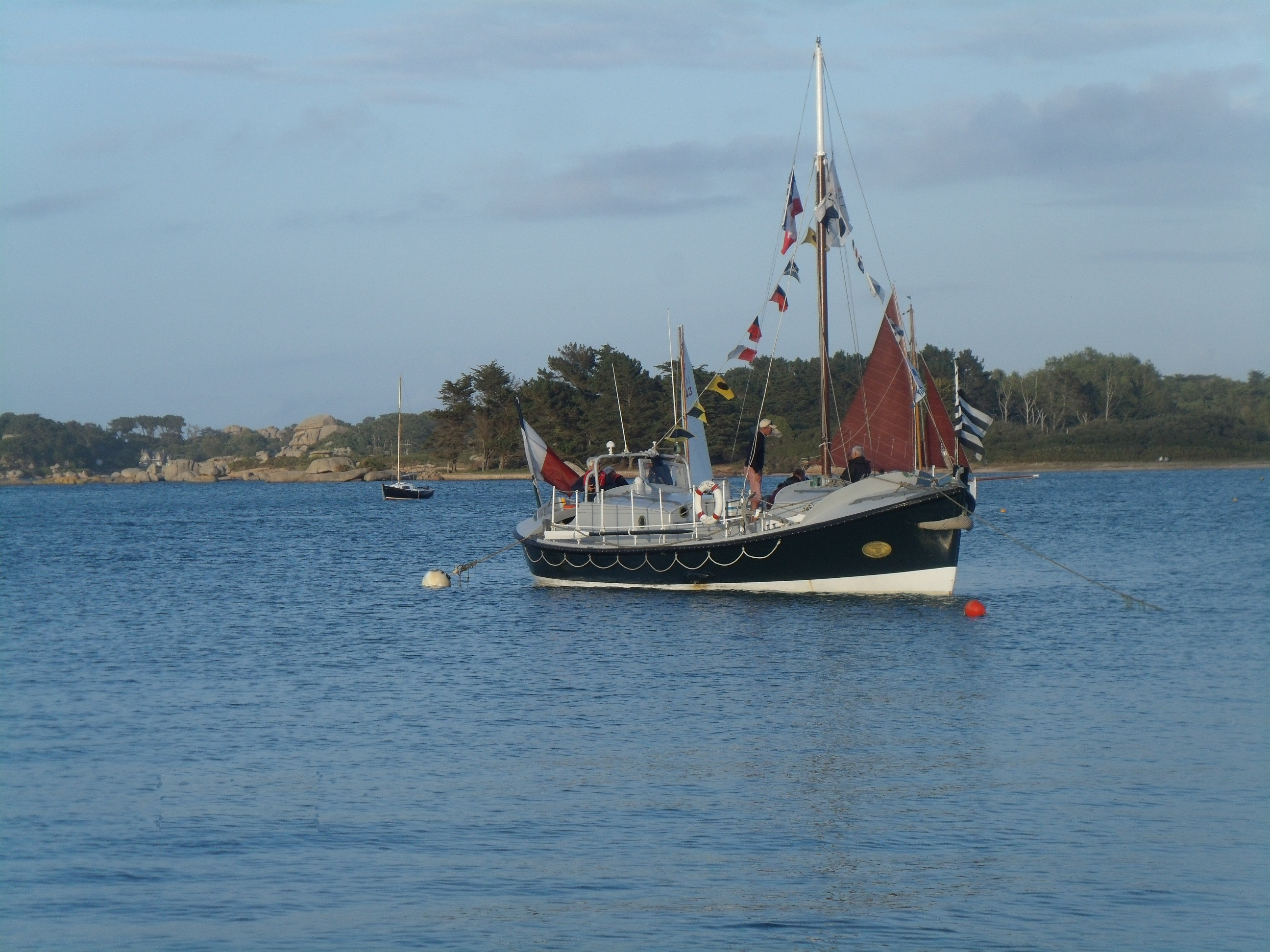
Trégastel en août 2014